# 탄소 포집 및 저장
탄소 포집 및 저장(Carbon capture and storage, CCS) 또는 탄소 포집 및 격리 또는 탄소 제어 및 격리는 화석 연료 발전소와 같은 대규모 지점 원천에서 이산화탄소(CO2)를 포집하여 저장고로 이송하는 과정이고 현장에 침투하여 대기에 침투하지 않는 곳, 일반적으로 지하 지질 형성에 사용된다. 그 목적은 다량의 CO2가 대기 중으로 방출되는 것을 방지하는 것이다. (발전 및 기타 산업에서의 화석 연료 사용으로부터). 이것은 지구 온난화와 해양 산성화에 화석 연료 배출의 기여를 경감시키는 잠재적인 수단이다. CO2가 석유 회수의 향상을 포함한 다양한 목적을 위해 수십 년 동안 지질 형성으로 주입되었지만 CO2의 장기 저장은 상대적으로 새로운 개념이다. 처음의 상업적 사례는 2000년 Weyburn-Midale Carbon Dioxide Project였다. 또 다른 예로는 SaskPower의 Boundary Dam이 있다. 'CCS'는 기후 공학 기술로서 주변 대기에서 이산화탄소를 제거하는 기술을 나타낼 때도 사용할 수 있다.
통합된 소규모 실험용 CCS발전소는 기술적 실행가능성 및 경제적 효율성을 테스트하기 위해 유틸리티 Vattenfall에 의해 운영되는 Schwarze Pumpe 동부 독일 발전소에서 2008년 9월에 가동되기 시작했다. 현대의 전통적인 발전소에 적용된 CCS는 CCS가없는 공장에 비교하여 대기로의 CO2 배출량을 약 80-90 %까지 줄일 수 있다. IPCC는 CCS의 경제적 잠재력이 2100년까지 총 탄소 저감 노력의 10%에서 55% 사이가 될 수 있다고 추정했다.
이산화탄소는 흡착 (또는 탄소 스크러빙), 막 가스 분리 또는 흡착 기술을 사용하여 공기 또는 화석 연료 발전소 연도 가스에서 포집할 수 있다. 아민은 선도적인 탄소 스크러빙 기술이다. CO2를 포집하고 압축하면 석탄 연소 CCS 발전소의 에너지 요구량이 25-40% 증가할 수 있다. 이러한 시스템 비용과 기타 시스템 비용은 화석 연료 발전소에 대해 21-91% 생산되는 와트 시간당 에너지 비용을 증가시키는 것으로 추정된다. 이 기술을 기존의 공장에 적용하는 것은 더 많은 비용이 들고, 특히 격리 구역과 멀리 떨어져있는 경우 더 그렇다. 2005년 산업 보고서에 따르면 성공적인 연구, 개발 및 배치(RD&D)로 2025년에 격리된 석탄 기반 발전은 오늘날 그렇지 않은 석탄 발전보다 비용이 적을 수 있다고 한다.
이산화탄소는 깊은 지질 형성 또는 광물 탄산염 형태로 저장된다. 심해 저장은 현재 해양 산성화의 관련된 효과로 인해 불가능하다. 지질 형성은 현재 가장 유망한 격리 장소로 여겨진다. 국가 에너지 기술 연구소(NETL)는 북미 지역의 현재 생산 속도에서 900년 이상의 가치의 이산화탄소를 충분한 저장 용량 보유하고 있다고 보고했다. 일반적인 문제는 잠수함 또는 지하 저장 보안에 대한 장기간의 예측이 매우 어렵고 불확실하며, CO2가 대기로 누출 될 위험이 여전히 존재한다는 것이다.

## 포집
발효를 통해 에탄올을 만드는 유기체는 차갑고 순수한 이산화탄소를 만들어 내는데, 이를 지하로 주입하는 것이 가능하다. 발효는 질량적 측면에서 에탄올보다 미세하게 적은 이산화 탄소를 만들어낸다.
산소 중 석탄의 연소에서 발생하는 기체의 많은 양이 이산화 탄소인데, 대략 그 양이 10~15%이다. 반면 천연가스의 연소에서 발생하는 기체는 5~10%정도로 더 낮다. 따라서 석탄을 원료로 하는 화력 발전소에서 발생하는 이산화 탄소를 포집하는 것이 에너지와 비용 측면에서 훨씬 효율적이다.
이산화 탄소의 흐름에서 황, 물과 같은 불순물은 이산화 탄소의 상거동(phase behaviour)에 지대한 영향을 미칠 수 있으며 파이프라인의 부식을 증가시킬 수 있다. 예를 들어, 공기포집 과정에서 이산화탄소 불순물이 존재하는 경우 배기가스를 정화하기 위해서 세척 분리 과정이 필요할 것이다. 워싱턴 주의 Wallula 에너지 자원 센터에 따르면, 석탄을 기체화함으로써, 대략 이산화 탄소의 65%를 포집할 수 있으며 고체상태로 분리시킬 수 있다.
포집기술에는 크게 연소 후 포집, 연소 전 포집, 순 산소 연소 포집 3가지가 있다.
- 연소후 포집에서는 화석연료의 연소 후에 이산화 탄소가 제거된다. 이는 화석연료를 이용하는 화력 발전소에 주로 적용되는 형식이다. 이때 이산화 탄소는 발전소나 다른 대규모 발생원의 배기가스로부터 포집된다. 비록 상업 규모의 발전소에 요구되는 정도와 비슷하지는 않지만 이러한 기술은 다른 산업체에서 적용된다. 연소 후 포집은 연구에 가장 많이 이용되는데, 그 이유는 현존하는 화석연료를 이용하는 화력발전소는 이러한 형식의 CCS 기술을 이용하기 위해 쉽게 개설될 수 있기 때문이다.
- 연소 전 포집 기술은 비료, 화학, 가스 연료(수소, 메테인 등), 그리고 전력생산에 폭넓게 적용된다. 이 경우, 화석연료는 부분적으로 산화되는데, 그 예시가 기화장치이다. 일산화탄소나 수소와 같이 마지막에 배출되는 합성기체는 이산화 탄소와 수소로 전환된다. 또한 배출되는 이산화 탄소는 상대적으로 순수한 배기가스로부터 포집될 수 있다. 현재 수소는 연료로서 사용가능하다. 이산화 탄소는 연소과정 전에 제거할 수 있는데, 기존의 연소 후 이산화 탄소 포집기술과 비교하여 몇몇 장단점이 있다. 탄소는 화석연료의 연소 후 연도 가스(황화수소, 이산화 탄소, 질소 등)가 대기압까지 팽창되기 전에 제거된다. 이러한 방법은 새로운 화력 발전소나 리파워링(re-powering)을 채택한 기존 발전소에 적용된다. 팽창하기 전에 포집하는, 즉, 압축가스로부터 포집하는 방법은 실용 전력 설비에 요구되는 것과 동일한 규모에서 대부분의 산업 이산화탄소 포집 과정의 표본이다.
- 순 산소 연소 포집에서 연료는 대기 대신 산소 속에서 연소된다. 연소과정에서 발생하는 불의 온도를 기존 연소와 동일한 수준으로 제한하기 위해 냉각된 기체가 연소실에 주입되어 재순환된다. 연도 가스는 주로 이산화탄소와 수증기로 구성되어있는데 수증기는 냉각과정을 통해 응결된다. 그 결과 격리된 장소로 이동되어 저장될 수 있는 거의 순수한 이산화탄소가 생성된다. 산소 연료 연소를 기반으로 한 발전소의 처리과정은 연소 전과 연소 후 포집의 경우 저장된 이산화탄소가 연도 가스로부터 제거된 부분이 아니라 연도 가스 그 자체이기 때문에 무배출시스템이라고도 한다. 연소 과정에서 생성된 이산화탄소의 특정한 일부는 결국 필연적으로 응결된 물이 된다. 무배출시스템을 인증하기 위해 물은 적절히 처리하고 배치될 필요가 있다. 기술은 존재하지만 처음 기체 분리 단계는 많은 에너지를 필요로 하기 때문이다.

### 이산화탄소 포집 기술
이산화탄소는 흡착 또는 멤브레인 가스 분리 기술을 사용하여 공기 또는 연도 가스에서 분리 할 수 있다. 아민(Amine)을 이용한 흡수, 즉 탄소 스크러빙은 현재 가장 많이 쓰이는 이산화탄소 포집 기술이다. 멤브레인 및 흡착 기술은 아직 연구 개발 단계에 있다. 금속 유기 프레임 워크 (MOFs)는 흡착 기술을 이용한 탄소 포집에 쓰이는 새로운 신물질이다.
이산화탄소는 MOF의 다공성과 선택성에 기초한 물리적 또는 화학적 흡착을 통해 MOF에 흡착된다. 이산화탄소는 온도 스윙 흡착 (TSA) 또는 압력 스윙 흡착 (PSA)을 사용하여 MOF에서 제거된다. 흡착제는 흡착제 또는 용액을 재사용하기 위해 연도 가스에 포집된 흡착제 또는 용액에서 이산화탄소가 제거되는 재생 단계를 요구한다. 이산화탄소 포집을 위한 선도적인 모노 에탄올 아민 (MEA) 용액은 대부분 물이기 때문에 3-4 J/g의 열용량을 가지고 있다. 더 높은 열용량은 용매 재생 단계에서 에너지 페널티를 증가시킨다. 따라서 탄소 포집을 위한 MOF, 낮은 열용량 및 흡착열이 요구된다. 또한, 높은 작업 용량 및 높은 선택성은 연도 가스로부터 가능한 많은 양의 이산화탄소를 포집하는데 적합하다. 그러나 선택성과 에너지 소비로 인해 에너지가 상쇄된다. 포집된 CO2의 양이 증가함에 따라, 재생하는 데 필요한 에너지 및 비용이 증가하는데 그 이유는 CCS에 MOF를 사용하는데 있어 큰 단점은 화학적 안정성과 열 안정성 때문이다. 현재 연구는 CCS에 대한 MOF 속성을 최적화하려고하지만 안정적인 MOF를 이용할 수 있도록 최적화하는 방안을 찾기가 어렵다는 것이 입증되었다. 금속 저장소는 또한 MOF에 대한 제한 요소다.
포집비용은 CCS의 총 비용의 약 3 분의 2에 해당한다. 이산화탄소 포집 공정을 최적화하기 위해 운송 및 저장 단계에 새로운 기술을 적용함으로써 CCS의 실현 가능성을 높일 수 있다.
개발 중인 대안은 화학 순환 연소 (CLC)이다. 화학 루핑은 금속 산화물을 고체 산소 운반체로 사용한다. 금속 산화물 입자는 유동층 연소기에서 고체, 액체 또는 기체 연료와 반응하여 고체 금속 입자 및 이산화탄소와 수증기의 혼합물을 생성한다. 수증기는 응축되어 순수한 이산화탄소를 남기고 분리 될 수 있다. 고체 금속 입자는 공기와 반응하는 다른 유동층으로 순환되어 열을 생성하고 유동층 연소기로 재순환되는 금속 산화물 입자를 재생한다. 화학 루핑의 변형은 칼슘 루핑(calcium looping)이며, 이는 반복적인 탄산염을 사용하고 산화칼슘의 소성을 이용한다.

### 직접 공기 포집
직접 공기 포집이란 주변 대기에서 직접 CO2를 제거하는 과정을 일컫는다. 직접적인 공기 포집과 탄소 저장소의 결합은 이산화탄소 제거 기술로서의 역할을 할 수 있으며 대규모로 배치된다면 기후 공학의 한 형태가 될 수 있다.
이러한 직접적인 공기 포착을 위해 몇 가지 공학적 제안이 이루어졌지만, 이 분야는 아직 초기 단계다. 파일럿플랜트는 2015년부터 캐나다의 브리티시 콜롬비아에서 운영되었다. 이 공장에 대한 2018년 경제적 연구에 따르면 대기 CO2 포집량을 톤당 US $94~232로 추정했다. 이 추정치는 직접적인 공기 포집이 톤 당 600 달러의 비용이 소요되는 것으로 추정 된 2011년 연구와 비교하여 감소했다.
탐구중인 특정 화학 공정 중 3 가지가 주목받고 있는데 알칼리 및 알칼리 토류 수산화물로 가성화, 탄산화, 그리고 다공성 흡착제로 지지된 아민으로 구성된 유기/무기 하이브리드 흡착제가 이에 해당한다.
대기 중 이산화탄소가 점 오염원 이산화탄소 포집과 비교하여 많이 희석된다면, 포집 비용은 더 높을 것으로 추정된다. 그러나 기후 변화 완화를 위한 비용과 장려금이 금세기 후반에 높아지면 자동차 나 항공기와 같은 확산 된 배출원의 배출량을 처리하는 데 효과적일 수 있다. 글로벌 리서치 테크놀로지스 (Global Research Technologies)는 2007년에 대기중 포집 기술의 프로토타입을 시연했다.

## 운송
포획 후 CO2는 적절한 저장 장소로 이송되어야 한다. 이것은 대부분 이산화탄소 대량의 수송을 위해 가장 저렴한 형태인 파이프 라인에 의해 수행될 가능성이 높다. 2008년, 미국에서 약 5,800km의 이산화탄소 파이프 라인이 있었으며, 이 파이프 라인을 통해 석유 생산 분야에 이산화탄소를 운송했으며, 이 분야에서 석유를 추출하기 위해 오래된 분야에 주입한다. 석유 생산을 위한 이산화탄소 주입은 일반적으로 향상된 석유 회수라고 한다. 또한, 석유를 생산하지 않는 지질 형성에서 CO2의 장기 저장을 시험하기 위한 다양한 단계의 시험 프로그램이 여러개 있다.
미의회 조사 서비스에 따르면, "파이프 라인 네트워크 요구 사항, 경제 규제, 유틸리티 비용 회수, CO2 자체의 규제 분류와 파이프 라인 안전에 대해 중요한 해답이 없다. 게다가, 오늘날 향상된 석유 회수를 위한 이산화탄소 파이프 라인은 이미 사용되고 있으므로 이산화탄소 파이프 라인에 영향을 미치는 정책 결정은 많은 사람들이 인식하지 못하는 긴박감을 낳는다. (국토 관리청에 의한) 상품 및 (환경 보호국에 의한) 오염 물질로서의 이산화탄소의 연방 분류는 잠재적으로 즉각적인 갈등을 일으킬 수 있으며, 이는 미래의 CCS 이행을 위해서뿐만 아니라 미래의 CCS와 오늘날 이산화탄소 파이프 라인 운영의 일관성을 보장하기 위해 노력하고 있다."
또한, 선박은 파이프 라인이 수송할 수 없는 곳에 수송하는데 활용될 수 있다. 이 방법은 현재 다른 용도로 CO2를 운반하는 데 사용된다.

## 격리
{\displaystyle {\ce {CO2}}}의 영구적인 보관을 위하여 다양한 형태가 고안되었다. 이러한 형태에는 다양한 심층 지질 구조에 가스 저장과 (식염수 형태와 소모된 가스 공간 포함) 안정적인 탄산염 형성을 위한 금속 산화물과의 {\displaystyle {\ce {CO2}}} 반응을 이용한 고체 저장이 포함된다. 과거에는 {\displaystyle {\ce {CO2}}}를 바다에 저장할 수 있다고 제안되었지만, 이는 해양의 산성화를 악화시킬 것이며 런던 협약 및 OSPAR 협약에 따라 불법이 되었다. 해양 저장은 더 이상 실행 가능하지 않은 것으로 간주된다.

### 지질 저장
지질 격리라고도 하는 이 방법은, 일반적으로 초임계 형태의 이산화탄소를 지하 지질에 직접 주입하는 방법이다. 유전, 가스전, 식염수 지층, 채광할 수 없는 석탄층, 식염수로 채워진 현무암 지층이 저장 장소로 제안되었다. 다양한 물리적 특징(예:불침투성 덮개암) 및 지구-화학적 포획 메커니즘은 표면으로의 {\displaystyle {\ce {CO2}}} 노출을 막는다.
{\displaystyle {\ce {CO2}}}가 석탄의 표면에 붙기 때문에 채굴할 수 없는 탄층을 사용하여 {\displaystyle {\ce {CO2}}}를 저장할 수 있다. 그러나 기술의 가능성은 석탄층의 투과성에 달려있다. 과정에서 석탄은 이전에 흡수한 메탄을 방출하고 메탄을 회수할 수 있다.(enhanced coal bed methane recovery) 메탄 판매는 {\displaystyle {\ce {CO2}}}저장 비용의 일부를 상쇄하는데 사용될 수 있다. 그러나 생산된 메탄을 태우면 {\displaystyle {\ce {CO2}}}격리의 이점이 일부 무효화된다.
식염수 형태는 고도로 광물화 된 염수가 포함되어 있으며 지금까지 인간에게 유익하지 않은 것으로 간주되어 왔다. 식염수 대수층은 몇 가지 화학 폐기물 저장에 사용되었다. 식염수 대수층의 주요한 이점은 잠재적 저장 부피가 크고 자연적으로 발생한다는 점이다. 식염수 대수층의 주요한 단점은 특히 유전에 비하여 알려진 것이 거의 없다는 것이다. 수용 가능한 양을 알아내기 위한 지구-물리학적 조사가 제안되어 있어 대수층 구조에 대한 불확실성이 크다. 유전이나 석탄층 저장과 달리 어떠한 부산물도 저장 비용을 상쇄하지 않는다. 구조적 트래핑, 잔류 트래핑, 용해도 트래핑 및 미네랄 트래핑과 같은 트래핑 메커니즘은 {\displaystyle {\ce {CO2}}}를 지하에 고정시키고 누출 위험을 감소시킨다.

#### 향상된 석유 회수
향상된 석유 회수 기술로 이산화탄소를 유전에 주입하는 경우가 많지만, 석유를 태울 때 이산화탄소가 방출되기 때문에 탄소 중립 과정이 아니다.

### 이산화탄소 분해 조류 및 박테리아
지구-화학적 주입의 대안은 이산화탄소 분해 능력을 갖춘 조류나 박테리아가 있는 용기에 이산화탄소를 저장하는 것이다. 이론적 이산화탄소 저장 용기 안에 이산화탄소 대사 박테리아인 Clostridium thermocellum을 이용하는 것이 이상적일 것이다. 이 박테리아를 이용하면 이론적 이산화탄소 저장 용기의 과압을 방지할 수 있다.

### 광물 저장
이 과정에서, {\displaystyle {\ce {CO2}}}는 이용 가능한 산화물과 발열반응을 일으켜 안정적인 탄산염(예:방해석, 마그네사이트)을 생성한다. 이 과정은 수년에 걸쳐서 자연적으로 발생하며 많은 양의 표면 석회암을 생성한다. 감람석을 사용하는 아이디어는 지구-화학자 Olaf Schuiling에 의하여 추진되었다. 반응 속도는 촉매를 사용하거나 높은 온도 및 압력에서 반응하거나 미네랄 전처리를 통하여 빠르게 할 수 있지만, 이 방법은 추가적인 에너지가 필요할 수 있다. IPCC는 광물 저장을 이용하는 CCS발전소는 CCS를 사용하지 않는 발전소보다 60-180%의 에너지가 더 필요하다고 추정한다.
규모에 따른 광물 탄화의 경제성은 호주, Newcastle에 있는 세계 최초의 Pilot plant 프로젝트에서 시험되고 있다. 광물 활성과 반응을 위한 기술은 GreenMag 그룹과 Newcastle 대학교에서 개발되었으며, 호주 정부 및 New South Wales의 자금 지원으로 2013년까지 운영된다.

2009년, 과학자들은 미국에서 미국의 500년 분량의 이산화탄소를 저장하는데 사용할 수 있는 6000평방 마일(16,000{\displaystyle km^{2}})의 암석을 지도화하였다고 보고했다. 미국의 광물 저장에 관한 연구:
자연적으로 발생하는 Mg와 Ca 함유 광물질을 {\displaystyle {\ce {CO2}}}와 반응시켜 탄산염을 형성하는 탄소 격리는 많은 고유의 이점이 있다. 가장 주목할만한 점은 탄산염의 에너지 상태가 {\displaystyle {\ce {CO2}}}보다 낮다는 것이다. 이것이 광물의 탄산화가 열역학적으로 유리하고 자연적으로 발생하는 이유이다(예:지질학적 기간 동안의 암석 풍화). 둘째로, 마그네슘 기반 광물과 같은 원료가 풍부하다. 마지막으로 생성된 탄산염은 의심할 여지없이 안정적이므로 {\displaystyle {\ce {CO2}}}가 대기중으로 재방출되는 것은 전혀 문제가 되지 않는다. 그러나 기존의 탄산화 방식은 주변 온도와 압력에서 느리다. 이러한 노력으로 해결되는 중요한 과제는 광물 저장이 수용 가능한 경제성으로 가능하도록 산업과 환경적으로 실현 가능한 탄산화 방식을 찾는 것이다.
다음 표는 지각의 주요 금속 산화물을 나열한 표이다. 이론적으로 이 광물들 질량의 22퍼센트가 탄산염을 형성할 수 있다.
| Earthen oxide | Percent of crust | Carbonate      | Enthalpy change (kJ/mol) |
| ------------- | ---------------- | -------------- | ------------------------ |
| SiO2          | 59.71            |                |                          |
| Al2O3         | 15.41            |                |                          |
| CaO           | 4.90             | CaCO3          | −179                     |
| MgO           | 4.36             | MgCO3          | −118                     |
| Na2O          | 3.55             | Na2CO3         | −322                     |
| FeO           | 3.52             | FeCO3          | −85                      |
| K2O           | 2.80             | K2CO3          | −393.5                   |
| Fe2O3         | 2.63             | FeCO3          | 112                      |
|               | 21.76            | All carbonates |                          |

Ultramafic 광미는 광산산업에서 온실 가스를 줄이기 위한 인공 탄소 흡수원 역할을 할 수 있는 미세입자 금속 산화물의 공급원이다. 미네랄 탄산화를 통한 수동적 {\displaystyle {\ce {CO2}}} 격리 가속화는 미네랄 용해 및 탄산염 침전을 향상시키는 미생물 공정을 통하여 이룰 수 있다.

### 에너지 요건
탄소 저장을 열 발전에 사용할 경우 전기 비용에 $0.18/kWh를 추가되며 재생에너지에 비하여 수익성 및 경쟁 우위에 도달하지 못하게 한다.

## CCS 프로젝트 예시
2017년 9월 국제 CCS 학회는 국제 CCS 상태 보고서에서 37개의 대규모 CCS 시설을 확인하였다. 이는 2016년 CCS 보고서 이후로 한개가 감소한 것이다. 이 프로젝트 중 21개가 운영 중이거나 건설 중이며 연간 3천만 톤 이상의 {\displaystyle {\ce {CO2}}}를 포획하고 있다. 최신 정보는 국제 CCS 학회 웹사이트에서 Large Scale CCS facilities를 참조하면 된다. EU 프로젝트에 대한 정보는 Zero Emissions Platform 웹사이트를 참조하면 된다.

### 국가별

#### 알제리

##### In Salah CO2injection
인살라에는 {\displaystyle {\ce {CO2}}} 주입으로 운영되는 육상 가스전이 있었다. {\displaystyle {\ce {CO2}}}는 생성된 가스와 완전히 분리되어 1900m 깊이의 Krechba 지질 지층에 다시 주입되었다. 2004년 이래로, 약 3.8Mt의 {\displaystyle {\ce {CO2}}}가 천연가스 추출 과정에서 포집되어 저장되었다. 봉인의 무결성, 모암(caprock)으로의 균열 및 누출, 크레차바층 탄화수소 외부로의 {\displaystyle {\ce {CO2}}} 이동에 대한 우려로 2011년 6월 주입이 중단되었다. 이 프로젝트는 MMV(Monitoring, Modeling, and Verification) 방식을 선구적으로 사용한 것으로 유명하다.

## 같이 보기
- 탄소흡수원
- 기후 공학
- 저탄소 경제

1. ↑  “Global CCS Institute Media Releases”. 2019년 3월 18일에 확인함.
2. ↑  “ZEP is the technical adviser to the EU on the deployment of Carbon Capture and Storage”. 2020년 2월 7일에 확인함.